# Neosycophila aequiramulis
Neosycophila aequiramulis is een vliesvleugelig insect uit de familie Eurytomidae. De wetenschappelijke naam is voor het eerst geldig gepubliceerd in 1885 door Mayr.